# Andras
Andras é o espírito número 63 na linha da demonologia da magia Goética. 
Andras, na linhagem demoníaca, é um grande marquês do inferno que comanda trinta legiões. Aparece com o corpo de um anjo e a cabeça de um corvo ou de uma coruja, montado num poderoso lobo preto e carregando uma espada brilhante e afiada na mão. É conjurado para dar conselhos sobre como matar e tem o poder de semear e aumentar as brigas e as discórdias. Quando exorcizado, se o exorcista não tiver cuidado, ele matá-lo-á, bem como aos seus assistentes.